# 滑叶猕猴桃
滑叶猕猴桃（学名：Actinidia laevissima）为猕猴桃科猕猴桃属的植物，是中国的特有植物。分布在中国大陆的贵州等地，生长于海拔850米至1,980米的地区，多生长在山地上的灌丛中或疏林中，目前尚未由人工引种栽培。